# Ž (revija)
Ž  : en dober časopis za mlade (COBISS) je bila revija, ki je izhajala v letih od 1992 do 1994. Urejal jo je Jonas Žnidaršič.
Periodično publikacijo Ž so tvorili predvsem članki zabavne narave (vsebovala je navodila za ljubezenska osvajanja, kulinarični kotiček in trike za igranje biljarda). Izhajala je med letoma 1992 in 1994. Namenjena je bila predvsem najstnikom.